# Сельское хозяйство Великобритании
Сельское хозяйство Великобритании использует 71 % земельных площадей страны, в нём занято 470 000 человек (1 % всей рабочей силы) и оно вносит 0,5 % ВВП страны (£11,2 млрд). В настоящее время сельское хозяйство Великобритании обеспечивает около 54 % внутреннего потребления продовольствия.
Сельскохозяйственная деятельность осуществляется в большинстве сельских районов Великобритании, как на более сухом востоке (выращивание сельскохозяйственных культур), так и на более влажном западе (животноводство). В стране существует 191 000 фермерских хозяйств, которые сильно различаются по размеру.
Несмотря на опытных фермеров, передовые технологии, плодородную почву и субсидии, доходы фермеров относительно низкие, в основном из-за низких цен на сельскохозяйственную продукцию. Низкие доходы, высокие цены на землю и нехватка сдаваемых в аренду сельскохозяйственных земель отпугивают молодых людей от присоединения к отрасли. По состоянию на 2016 год средний (медианный) возраст британского фермера составлял около 60 лет.
С целью увеличить прибыльность многие фермеры занялись органическим земледелием и диверсифицируют деятельность, отходя от чистого сельского хозяйства. Так, растущий на фоне опасений по поводу цен на ископаемое топливо, энергетической безопасности и изменения климата спрос на биотопливо представляет новые возможности для фермеров. В обществе растёт понимание того, что фермеры играют важную роль в качестве хранителей британской сельской местности и дикой природы.

## Текущий обзор
В 2022 году общая площадь используемых сельскохозяйственных угодий составляла около 17,4 млн га, из которых около трети являются пахотными, а большая часть оставшихся угодий — пастбища. В 2022 году было засажено только 4,6 млн га, остальные земли остались под паром или использовались в качестве временных пастбищ. В 2022 году около 69 % посевных площадей занимали зерновые культуры, в том числе, 57 % из площади зерновых культур занимала пшеница и 34 % ячмень. В стране насчитывалось около 33 млн овец, 9,6 млн голов крупного рогатого скота, в том числе, 1,8 млн голов молочного стада и 1,5 млн мясного, 183 млн птиц и 5,2 млн свиней. Действует примерно 217 000 хозяйств, средняя площадь посевов которых составляет около 64 га. Около 70 % ферм занимают владельцы или в основном таковые (возможно, с отдельными амбарами или полями, сдаваемыми в аренду), а остальные сдаются в аренду фермерам-арендаторам. Фермеры представляют собой стареющее население, отчасти из-за низких доходов и барьеров для входа, и все труднее привлекать молодых людей в фермерство. Средний возраст владельца фермы составляет около 60 лет.
В 2022 году Великобритания произвела 15,54 млн метрических тонн пшеницы, заняв 14-е место в мире.
Британское сельское хозяйство в целом интенсивное и высокомеханизированное. Такой подход хорошо подходит для текущей инфраструктуры распределения, но может быть менее производительным по площади, чем мелкомасштабное диверсифицированное сельское хозяйство. Великобритания производит только 54 % потребляемых ею продуктов питания. Подавляющее большинство импорта и экспорта приходится на другие страны Западной Европы.
Сельское хозяйство субсидируется, при этом субсидии фермерам составляют более £3 млрд (после вычета сборов).
Хотя между методами ведения сельского хозяйства в Англии, Шотландии, Уэльсе и Северной Ирландии в местах со схожим рельефом мало различий, география и качество сельскохозяйственных угодий оказывают влияние. В Уэльсе 80 % сельскохозяйственных угодий обозначены как «зона с меньшими благоприятными условиями», а в Шотландии — 84 %. «Зона с меньшими благоприятными условиями» означает земли, которые дают более низкую урожайность, как правило, горные пустоши и фермы на холмах, в результате местные фермеры предпочитают овцеводство и иногда молочное животноводство. В Англии фермеры восточных и южных районов, где поля более плоские, большие и более открытые, как правило, сосредоточены на зерновых культурах, в то время как фермеры в более холмистых северных и западных районах с меньшими и более закрытыми полями, как правило, сосредоточены на животноводстве.

## История

### До 1500 года
Земледелие появилось на Британских островах примерно между 5000 годом до н. э. и 4500 г. до н. э. после большого притока людей эпохи мезолита и после окончания эпохи плейстоцена. Потребовалось 2000 лет, чтобы эта практика распространилась на все острова. Пшеница и ячмень выращивались на небольших участках земли около семейного дома. Овцы, козы и крупный рогатый скот пришли с материковой Европы, а свиньи были одомашнены от диких кабанов, уже живших в лесах. Имеются свидетельства того, что в начале неолита группы земледельцев и охотников-собирателей встречались и торговали друг с другом.
У саксов и викингов были системы земледелия на открытом воздухе и между VIII и XIII веками в Англии наблюдалось расширение пахотного земледелия. При норманнах и Плантагенетах болота осушались, леса вырубались, а сельскохозяйственные угодья расширялись, чтобы прокормить растущее население, пока Чёрная смерть не достигла Британии в 1349 году. Эта и последующие эпидемии привели к сокращению населения; треть населения Англии умерла в 1349—1350 годах. В результате этого часть сельскохозяйственных угодий была заброшены. Феодальная система начала разрушаться, поскольку работники, которых не хватало после чумы, требовали заработную плату (вместо пропитания) и лучшие условия. Кроме того, после 1315 года был ряд плохих урожаев, совпавших с плохой погоды по всей Северной Европе, которые продолжались с перерывами до 1375 года. Вследствии всего этого в XIV веке население Англии значительно сократилось и не восстанавливалось до уровня 1300 года в течение 200–300 лет.
Дольше всего средневековая система полосного земледелия с общими выпасами сохранялась в Лакстоне (Ноттингемшир) в Англии. Система задокументирована подробными картами, сделанными в 1635 году, с указанием цифр на карте. Владельцы и объём прав указаны в прилагаемом наборе записей в бухгалтерской книге против цифр, записанных на картах.

### 1500—1750
Когда король Генрих VIII в 1531 году провозгласил себя Верховным главой Церкви Англии, он приступил к роспуску монастырей, который был в основном завершён к 1540 году. Монастыри были среди основных землевладельцев в Королевстве и Корона забрала их земли, составляющие около 810 000 га. Эта земля была в значительной степени продана для финансирования военных амбиций Генриха во Франции и Шотландии, а основными покупателями были аристократия и землевладельцы. Сельское хозяйство процветало, поскольку цены на зерно выросли в шесть раз к 1650 году. Улучшения в транспорте, особенно вдоль рек и побережий, привели к тому, что говядина и молочные продукты с севера Англии стали поступать в Лондон.
В XVIII веке Джетро Талл, фермер из Беркшира, изобрёл свою знаменитую рядовую сеялку. Его трактат 1731 года «Конно-мотыжное земледелие» объяснил системы и устройства, которые Талл предлагал для улучшения сельского хозяйства. Книга оказала такое влияние, что её влияние всё ещё можно увидеть в некоторых аспектах современного сельского хозяйства. Виконт Чарльз Таунсенд, сыгравший важную роль в Британской сельскохозяйственной революции, получил прозвище «Репа Таунсенд» за то, что в 1730-х годах ввёл выращивание репы в больших масштабах. Это создало севооборот из четырёх культур (пшеница, репа, ячмень и клевер), что позволило поддерживать плодородие при гораздо меньшем количестве паровой земли. Клевер увеличивает содержание азота в почве, являясь при этом наряду с репой являются хорошими кормовыми культурами для скота, которые, в свою очередь, улучшают почву своим навозом. Благодаря этому, доля паровых земель в Англии сократилась с 20 % от общей площади пахотных земель в 1700 году до 4 % в 1871.

### 1750—1850
С 1750 по 1850 год население Англии почти утроилось, увеличившись по оценкам, с 5,7 миллионов человек до 16,6 миллионов, и всех этих людей приходилось кормить продукцией собственного производства. Это было достигнуто за счёт интенсификации сельского хозяйства и освоения болот, лесов и горных пастбищ. Также изменился состав сельскохозяйственных культур: пшеница и рожь заменили ячмень. Растения, фиксирующие азот, такие как бобовые, привели к устойчивому повышению урожайности. Так, урожайность пшеницы увеличилась примерно на четверть в XVIII веке годами, а затем примерно в 1,5 раза в первой половине XIX века. Всё это в сочетании с улучшенной сельскохозяйственной техникой и новыми для того времени капиталистическими способами организации труда позволили увеличить производство сельскохозяйственной продукции не требуя такого же увеличения рабочей силы, что освобождало рабочую силу для несельскохозяйственных работ. В результате, к 1850 году в Британии доля населения, занятого в сельском хозяйстве, составляла 22 % и была наименьшей среди всех стран мира на тот момент. Всё это позволило историкам описывать развитие сельского хозяйства в Великобритании между XV и концом XIX веков как Британская сельскохозяйственная революция.
Уже в XVIII веке значительная часть фермеров умела считать, а также читать и писать, хотя оба эти навыка не были широко распространены в тот период.

### Огораживания
Открытые поля, разделённые между несколькими арендаторами, изначально имели преимущество в снижении рисков, предоставляя всем фермерам разнообразные почвы и культуры, так что никто не сталкивался с голодом, когда другие процветали. Но в целом система была неэффективной. Неумелые фермеры получали столько же земли, сколько и хорошие. К XVIII веку огораживание пришло в более бедные регионы, где землевладельцы охотно продавали землю. Однако после 1760 года парламент разрешил огораживания более богатых земель, которые имели более сложную структуру собственности. Результатом стало увеличение национального дохода Англии на £4 млн.
В XVIII и XIX веках огораживания проводились посредством специальных актов парламента. Они объединяли полосы на открытых полях в более крупные участки и огораживали большую часть оставшихся общинных земель, при этом практиковались обмен землёй и аннулирование общих прав. Это позволяло крупным фермерам-землевладельцам объединять и ограждать свои собственные большие участки земли, в отличие от нескольких небольших полос, разбросанных и разделённых по всему полю. Основные выгоды для крупных землевладельцев заключались в увеличении стоимости их собственной земли, а не в экспроприации. Более мелкие владельцы после огораживания могли продать свою землю по более высокой цене. Не было особых доказательств того, что общие права были особенно ценными. Протесты против парламентского огораживани продолжались, иногда в самом парламенте, часто в затронутых деревнях, а иногда и в виде организованных массовых восстаний. Добровольные огораживания было частым явлением в то время. Огороженная земля стоила вдвое дороже, и эту цену можно было поддерживать только за счёт более высокой производительности крупных ферм по сравнению с мелкими.

### Депрессия 1815—1836 годов
Период 1750—1850 годов включал двадцатилетнюю депрессию в сельском хозяйстве с 1815 по 1836 год. Она была настолько серьёзной, что многие землевладельцы и арендаторы обанкротились и большие площади сельскохозяйственных угодий были полностью заброшены. Старая система землевладения не подходила для новых курпных капиталоёмких ферм. Парламент начал пересматривать законодательство, например, проводя различие между улучшениями фермы, которые должен финансировать арендатор, и теми, которые должен финансировать землевладелец. Парламент был обеспокоен вопросом прав арендаторов, то есть суммы, подлежащей выплате уходящему арендатору за улучшения фермы, которые он финансировал за свой счёт, и, если урожай был в земле, когда арендатор уезжал, компенсации его стоимости. Это решалось в соответствии с местными обычаями, которые могли различаться в зависимости от места. В 1848 году парламентский комитет рассмотрел возможность стандартизированной системы, но законопроект по этому вопросу был принят только в 1875 году.

### Хлебные законы и их отмена
В период с 1815 по 1846 год были приняты хлебные законы, призванные защитить отечественное сельское хозяйство путём введения пошлин на импортируемое зерно. Их отмена в конечном итоге была обеспечена после серьёзного политического лоббирования Лигой против хлебных законов. Вопрос был спорным из-за возросшей урбанизации Великобритании и её потребности в дешёвой пище, а также популярности идеи свободной торговли. Отмена хлебных законов изначально стабилизировала цены на зерно. Эксперты расходятся во мнениях относительно того, были ли хлебные законы всё ещё актуальны к 1846 году из-за низких цен и/или самообеспеченности зерном.

### 1850—1939

#### До Первой мировой войны
В 1865 году закончилась Гражданская война в США и к 1875 году, с появлением железных дорог и паровых кораблей, в Великобританию стали поступать из США значительные объёмы зерновых. В результате, площадь посевов пшеницы в Соединённом Королевстве сократилась с 1,422 млн га в 1875 году до 0,743 млн га в 1905 году. В то же время Великобритания пережила серию неурожаев. К 1891 году надёжная технология охлаждения принесла на британский рынок дешёвое замороженное мясо из Австралии, Новой Зеландии и Южной Америки. В период с 1860 по 1914 год доля сельскохозяйственной продукции в ВВП Великобритании значительно снизилась. Если в 1860 году сельское хозяйство составляло 20 % ВВП, то к 1913 году её доля упала до 7 %. Период 1850—1914 годов описывается историками как «завершение перехода к принципиально городскому и индустриальному обществу».

#### Первая мировая война
Самой большой проблемой, с которой столкнулось сельское хозяйство Великобритании во время Первой мировой войны, была нехватка рабочей силы из-за большого количества мужчин, которые присоединились к вооружённым силам в первые годы войны. В 1917 году сельскохозяйственное производство стало контролироваться уездными исполнительными комитетами графств (англ. County Executive Committees).

#### Межвоенный период
Хотя нормирование во время Первой мировой войны ограничивалось концом 1917 года и 1918, настроения по поводу продовольственной безопасности изменились. В 1916 году было создано Министерство продовольствия. Существовало мнение, что человек, который сражался за свою страну, должен иметь право уйти на пенсию с небольшим участком на британской земле, который обеспечивал бы ему средства к существованию. Это привело к различным инициативам, включая предоставление жилья, которое в совокупности называлось «Дома для героев». Приоритеты были установлены в Законе о жилье, городском планировании и прочем 1919 года. Риддри, пригород Глазго, стал первым районом, строительство которого было завершено в 1922 году в соответствии с этим Законом. К 1926 году сельскохозяйственное право стало открыто перераспределительным в пользу бывших военнослужащих. Советы графств имели обязательные полномочия по выкупу земли, которую они могли сдавать в аренду в качестве небольших участков бывшим военнослужащием, которые были предпочтительными арендаторами. Затем арендатор мог выкупить землю и попросить Совет одолжить ему денег для финансирования покупки в качестве ипотеки. Совет не мог отказать без разрешения министра сельского хозяйства.
Правительственный контроль над сельским хозяйством, введённый во время Первой мировой войны, был устранён в 1921 году с отменой Закона о сельском хозяйстве 1920 года. Это было описано как «великое предательство», но также было с радостью встречено частью фермеров, которые предпочитали продавать свою продукцию на рынке и возмущались ограничениями. В межвоенные годы (1919—1939) сельское хозяйство в Великобритании не было объектом протекционистской политики, что способствовало падению цен в результате увеличения внутреннего производства и последствий имперской системы преференций, благоприятствовавшей доминионам. К 1938 году Великобритания за счёт импорта обеспечивала 88 % своих потребностей в пшенице, 96 % масла, 76 % сыра и около половины яиц и мяса.

#### Законодательство в отношении арендованной земли (1875—1923)
Акт о сельскохозяйственных угодьях 1875 года дал арендаторам земли в Англии право получать компенсации средств, потраченных ими на улучшение участка и любых культур на земле. Он также дал арендаторам право удалять предоставленные ими приспособления, увеличил срок действия уведомления о выходе с шести месяцев до двенадцати и ввёл процедуру разрешения сельскохозяйственных споров.
Некоторые землевладельцы негативно отреагировали на Акт 1875 года, отказавшись сдавать землю в аренду, став вместо этого привлекать фермеров как подрядчиков для обработки земли. Парламент ответил Актом о сельскохозяйственных угодьях 1883 года, который запрещал заключать контракты на условиях, менее выгодных, чем обычная аренда. Последующие законы о сельскохозяйственных угодьях 1900 и 1906 годов усовершенствовали процедуру разрешения споров; обязали землевладельцев возмещать арендаторам ущерб за повреждённый урожай, если ущерб был нанесён дичью, которую землевладелец не позволял арендаторам убивать; разрешили арендаторам самостоятельно выбирать, какие культуры выращивать, за исключением последнего года аренды; и предотвратили взимание штрафной арендной платы, за исключением особых обстоятельств. Законодательство было консолидировано в другом законе 1908 года. Дальнейшие законы о сельскохозяйственных угодьях вступили в силу в 1914 году, два в 1920 году и ещё один консолидирующий закон был принят в 1923 году.
Законодатели, принимая законы улучшающие положение фермеров-арендаторов, предполагали, что арендаторы будут за свой счёт приобретать семена, орудия, скот, машины и удобрения. К 1914 году крупная смешанная пахотно-животноводческая ферма обычно требовала 10 фунтов стерлингов собственного капитала на акр.

### Вторая мировая война
Перед началом Второй мировой войны Великобритания импортировала 55 миллионов тонн продовольствия в год. К концу 1939 года импорт упал до 12 миллионов тонн. В результате, в январе 1940 года правительство, опасаясь нехватки продовольствия и роста цен, ввело нормирование продуктов питания
Производство сельскохозяйственной продукции в пересчёте на зерно выросло за три года с 1938/1939, при этом сборы пшеницы и ячменя выросли на две трети, а картофеля удвоились. Поголовье крупного рогатого скота осталось на довоенном уровне, а поголовье овец сократилось. Доходы фермеров за этот трехлётний период утроились. Значительный рост доходов был достигнут за счёт прямых выплат (после войны это стали компенсационные платежи, покрывающие разрыв между средними закупочными ценами и гарантированными ценами для 11 продуктов).
В начале 1940 года было введено продовольственное пайковое распределение, которое полностью прекратилось только в июле 1954 года. В условиях продовольственного дефицита правительство пыталось побудить людей самостоятельно выращивать еду в «садах победы», а домовладельцев поощряли держать кроликов и кур, для чего была начата кампания «Копай для победы». К 1943 году было 1,5 миллиона наделов, на которых британцы выращивали овощи для собственного потребления. Картофель стал «пищей войны». Поскольку много мужчин были призваны в армию, женщин призвали работать на земле; их называли Женской земледельческой армией.
Известно, что правительство отреагировало на временный избыток моркови во время войны, предположив, что исключительные ночные полёты Королевских ВВС были связаны с употреблением каротина. Уловка сработала: потребление моркови резко возросло, потому что люди думали, что морковь может помочь им видеть в условиях затемнения, тем самым частично снимая нагрузку с других продовольственных поставок.

### 1945—2000

#### 1945—1985
Акт о сельском хозяйстве 1947 года в целом пересмотрел сельскохозяйственное право Великобритании. Новый закон стал реакцией на лишения Второй мировой войны и был направлен на продовольственную безопасность, чтобы снизить риск того, что враждебная иностранная держава сможет заставить Великобританию покориться голодом. Закон гарантировал цены, рынки и права владения, так что фермер мог быть уверен, что его земля не будет отобрана, и всё, что он вырастит, будет продано по известной цене. Закон о сельскохозяйственных угодьях 1948 года оставался регулирующим кодексом в Англии и Уэльсе до 1986 года, объединив промежуточные поправки к законам. Эти законы усложнили выселение фермеров-арендаторов. С учётом безопасности, которой пользовались арендаторы, была необходима система пересмотра арендной платы, чтобы учитывать инфляцию.
В закон было внесено много других изменений, и каждый из этих законов требовал переговоров между Министерством сельского хозяйства и Национальным союзом фермеров (NFU) для установления цен, по которым должна была оплачиваться сельскохозяйственная продукция. Они были приняты в серии Законов о сельском хозяйстве 1949, 1954, 1963, 1968 и 1972 годов.
Закон о сельском хозяйстве 1976 года был принят в качестве платы за поддержку Партией Уэльса в парламенте Пакта лейбористов и либералов. Закон допускал наследование права аренды сельскохозяйственной земли после смерти фермера подходящим родственником. Это право было ограничено двумя поколениями арендатора.
По поручению правительства Комитет Нортфилда начал пересматривать сельскохозяйственную систему страны в 1977 году. Он не отчитывался до. Отчёт комитета, представленный в июле 1979 года, повлиял на продолжающиеся обсуждения между NFU и Ассоциацией сельских землевладельцев (CLA), которые пытались достичь соглашения по законодательству, которое можно было бы представить как имеющее общеотраслевую поддержку. В 1984 году, в соответствии с достигнутым соглашением, право наследования было продлено до выхода на пенсию арендатора, но ни одна новая аренда с 1984 года не должна была включать право наследования.

#### 1985—2000
К середине 1980-х годов Единая сельскохозяйственная политика тогдашнего Европейского экономического сообщества (теперь Европейское сообщество) и стоимость зелёного фунта оказывали прямое влияние на фермерство. Акт о сельском хозяйстве 1986 года касался стоимости квоты молока, закреплённой за землёй, и, в частности, того, как она должна делиться между землевладельцем и арендатором. В настоящее время квот на молоко больше не существует, но другие субсидии (в основном объединённые в единовременные платежи) по-прежнему должны делиться между сторонами.
Поголовье кур-несушек в Великобритании сократилось в период с 1970 по 2000 год. Если в 1971 году в стране насчитывалось 125 258 ферм с курами-несушками, то к 1999 году их число сократилось до 26 500.
С 1992 по 2004 год, или до 2006 года для органических ферм, существовали субсидии за то, чтобы вообще не выращивать никаких культур. Они назывались отложенными и стали результатом Единой сельскохозяйственной политики ЕС. С 2007 года отложенные субсидии в Великобритании были отменены.

## Земли
Используемая сельскохозяйственная площадь (англ. Utilised Agricultural Area, UAA) по состоянию на 2022 год составляла 17 млн гектаров, что составляет примерно 71 % земельных площадей страны, увеличившись на 1,2 % по сравнению с 2021 годом. UAA охватывает земли, используемые в сельскохозяйственных целях, включая все пахотные и садовые культуры, необработанные пахотные земли, общие грубые пастбища, временные и постоянные пастбища и земли, используемые для содержания свиней на открытом воздухе. Она не включает лесные массивы и другие несельскохозяйственные земли.
Примерно 36 % земель пригодны для возделывания (пахотные), или примерно 25 % от общей площади земель Великобритании. Большая часть остальной площади — это постоянные пастбища, грубые пастбища и другие земли в сельскохозяйственных угодьях.
Карты классификации сельскохозяйственных земель были впервые выпущены в 1960-х годах, как инструмент для лучшего размещения запланированных новых городов. Они были предварительными по содержанию, но фактически не обновлялись. Было заявлено, что территории площадью менее 80 гектаров не могут быть идентифицированы на этих картах, которые были переизданы в 1980-х годах в другом масштабе. Британское общество почвоведения опубликовало руководство по истории и картографированию классификаций земель Великобритании.
Земля классифицируется в Англии и Уэльсе в соответствии с пятью классами. Эти классы устанавливаются с использованием информации о качестве и характеристиках почвы вместе с климатологическими данными. Используются следующие классы:
- Класс 1: сельскохозяйственные земли отличного качества
- Класс 2: сельскохозяйственные земли хорошего качества
- Класс 3a: сельскохозяйственные земли хорошего или среднего качества
- Класс 3b: сельскохозяйственные земли среднего качества
- Класс 4: сельскохозяйственные земли плохого качества
- Класс 5: сельскохозяйственные земли очень плохого качества

Система планирования требует разрешения на многие виды застройки. Высшие классы сельскохозяйственных земель, то есть классы 1-3a включительно, с меньшей вероятностью будут разрешены к застройке, что позволяет сохранить их для сельскохозяйственного использования. Эти высшие классы земель являются предметом отдельного набора карт (Likelihood of Best and Most Versatile (BMV) Agricultural Land - Strategic scale maps) для целей стратегического планирования только для регионов Англии, также доступные онлайн на сайте Natural England.
При продаже или сдаче в аренду земли классификация земель может использоваться для определения цены на землю. Установление арендной платы или оценка обветшалости (неисправность или нарушение обязательств на арендованных фермах), вероятно, будет включать ссылку на эту информацию. Проекты восстановления земель для загрязненных земель будут использовать такую информацию. Обследования дорог для строительства или расширения автомагистралей также потребуют информации о классификации земель.

## Управление
В 1889 году парламент учредил Совет по сельскому хозяйству был учрежден Актом. В 1911 году был создан Совет по сельскому хозяйству Шотландии под руководством Государственного секретаря Шотландии. В 1919 году Совет по сельскому хозяйству и рыболовству в Англии и Уэльсе был заменён Министерством сельского хозяйства и рыболовства, которое позже стало Министерством сельского хозяйства, рыболовства и продовольствия (MAFF), предшественника Департамента по охране окружающей среды, продовольствия и делам села (DEFRA).
DEFRA по состоянию на 2024 год действует в Англии. Сельское хозяйство Шотландии контролируется шотландским правительством и его Директоратом по сельскому хозяйству и экономике села. Правительство Уэльса также контролирует сельское хозяйство как делегированное дело под эгидой министра по делам села. Сельское хозяйство Северной Ирландии находится под контролем Департамента сельского хозяйства, окружающей среды и делам села (DAERA), который является частью Исполнительного правительства Северной Ирландии.
Контролировать и расследовать политику, администрирование и расходы DEFRA в Англии уполномочен Комитет по окружающей среде, продовольствию и сельским делам[89] (EFRA) Палаты общин. Он проводит собственные расследования, которые обычно завершаются опубликованием отчётов. EFRA также может расследовать вопросы, которые не приводят к формальным отчетам, и имеет право проводить интервью и собирать доказательства.
Правительство Уэльса в отношении благополучия животных, окружающей среды, сельского и лесного хозяйства, продовольствия, морских ресурсов и рыболовства, а также торговли и экономики контролирует Комитет по экономике, торговле и сельским делам парламента Уэльса.
Надзорные органы шотландского парламента включают Комитет по сельской экономике и связям, который контролирует сельское и лесное хозяйство, и Комитет по сельским делам и островам, отвечающий за землепользование, продовольствие, благополучие животных и рыболовство.
Комитет по сельскому хозяйству, окружающей среде и сельским делам Ассамблеи Северной Ирландии уполномочен консультировать и оказывать помощь министру DAERA и действует в соответствии со своими мандатными периодами.